# Philipp Ahouansou
Philipp Ahouansou (* 2. Mai 2001 in Hanau) ist ein deutscher Handballspieler, der auf der Position Rückraum links für die HSG Wetzlar in der Bundesliga spielt.

## Vereinskarriere
Ahouansou begann seine Handballkarriere in seiner Geburtsstadt beim TV Kesselstadt 1860 e.V, dessen Handballabteilung später mit der der TS Steinheim zur HSG Hanau fusionierte, wo er alle Jugendmannschaften bis zur B-Jugend durchlief. Schon früh wurde man auf ihn aufmerksam: er war als B-Jugendspieler fester Bestandteil der Hessenauswahl und schaffte es 2017 bei einer Talentsichtung des Deutschen Handballbundes in das Allstar-Team (Jahrgang 2001). Am 1. Juli 2017 ging er ins Internat der Rhein-Neckar Löwen nach Kronau, machte das Fachabitur, und unterschrieb einen Vertrag mit einer Vertragslaufzeit bis zum 30. Juni 2022. In seinem ersten Jahr spielte er in der B-Jugend der Löwen, im zweiten Jahr wechselte er in die A-Jugend und erzielte in der Saison 2018/19 136 Tore aus dem Feld in der 3. Liga, wodurch er zum besten Werfer in der Mannschaft von Trainer Michel Abt wurde.
Im März 2019 debütierte Ahouansou in der Bundesliga beim Auswärtsspiel gegen den VfL Gummersbach. Am 13. Mai 2019 unterschrieb Ahouansou seinen ersten Profivertrag, der zunächst bis zum 30. Juni 2024 lief und im März 2022 bis zum 30. Juni 2025 verlängert wurde. Da er bei den Löwen zu Beginn der Saison 2022/23 nicht die für seine sportliche Weiterentwicklung erforderliche Spielpraxis bekam, wurde er im November 2022 bis zum Ende der Saison an GWD Minden ausgeliehen. Zur Saison 2023/24 kehrte er zu den Rhein-Neckar Löwen zurück. Im April 2024 wurde sein Wechsel zur HSG Wetzlar ab der Saison 2024/25 bis 2028 bekannt gegeben.

## Auswahlmannschaften
Die Nationalmannschaftskarriere von Philipp Ahouansou startete im Dezember 2018 in der deutschen U19 beim traditionellen Merzig-Cup, den das deutsche Team in diesem Jahr gewann. Im August 2019 wurde er mit dem Team Vize-Weltmeister bei der U19-Weltmeisterschaft in Nordmazedonien. Ahouansou warf bei diesem Turnier 21 Tore. Die folgende Saison 2019/20 wurde nach drei Länderspielen in der U20-Nationalmannschaft beim Vier-Länder-Turnier in Portugal wegen der Corona-Pandemie abgebrochen.
Er stand im erweiterten Kader der deutschen Nationalmannschaft für die Europameisterschaft 2022 und debütierte im April 2023 in der A-Nationalmannschaft beim EHF Euro Cup gegen Schweden in Kristianstad.

## Leben
Sein drei Jahre älterer Bruder Yannik Ahouansou spielt ebenfalls Handball.

## Erfolge
- U-19-Handball-Weltmeisterschaft 2019: Vize-Weltmeister

## Saisonbilanzen
| Saison  | Liga                          | Verein     | Spiele | Tore  | 7-Meter | Feldtore |
| ------- | ----------------------------- | ---------- | ------ | ----- | ------- | -------- |
| 2018/19 | Rhein-Neckar Löwen            | Bundesliga | 01     | 0     | 0       | 0        |
| 2019/20 | Rhein-Neckar Löwen            | Bundesliga | 01     | 0     | 0       | 0        |
| 2020/21 | Rhein-Neckar Löwen            | Bundesliga | 34     | 24    | 0       | 24       |
| 2021/22 | Rhein-Neckar Löwen            | Bundesliga | 22     | 45    | 0       | 45       |
| 2022/23 | Rhein-Neckar Löwen GWD Minden | Bundesliga | 8 23   | 3 119 | 0       | 3 119    |
| 2023/24 | Rhein-Neckar Löwen            | Bundesliga | 19     | 30    | 0       | 30       |
| 2019–23 | Rhein-Neckar Löwen            | gesamt     | 108    | 221   | 0       | 221      |

Quelle: Spielerprofil bei der Handball-Bundesliga